# Guanay (gemeente)
Guanay is een gemeente (municipio) in de Boliviaanse provincie Larecaja in het departement La Paz. De gemeente telt naar schatting 15.793 inwoners (2018). De hoofdplaats is Guanay.